# Cornelis Nay

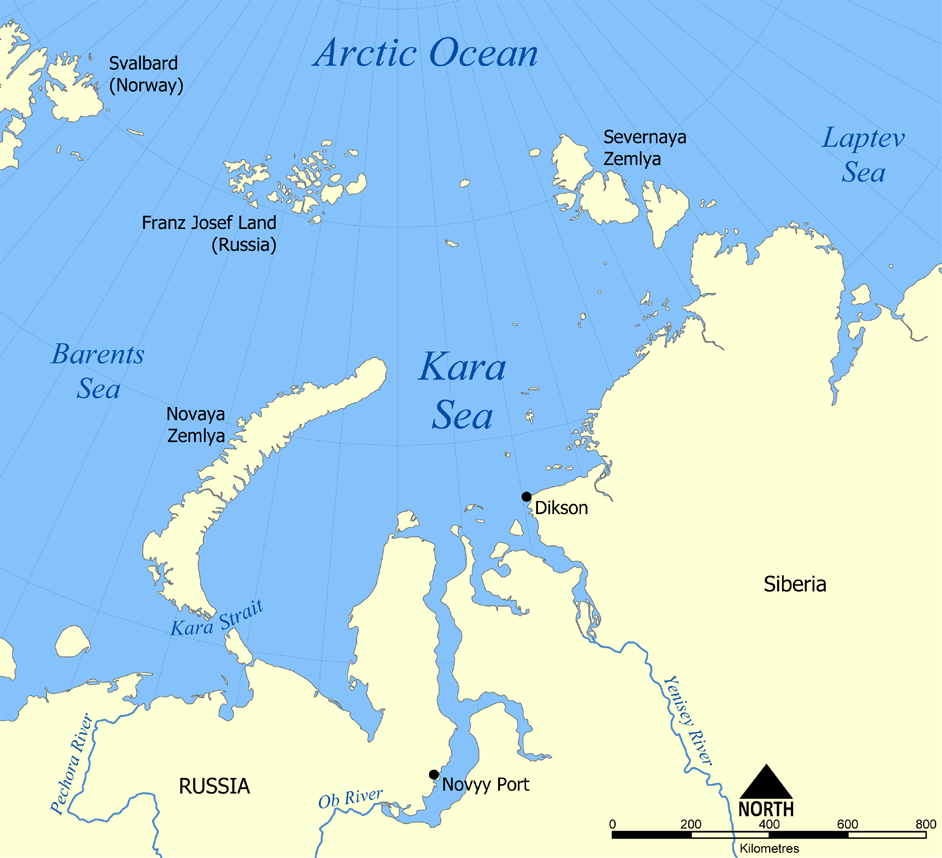
Cornelis Nay arribà al mar de Kara l'agost de 1594.

Cornelis Corneliszoon Nay (Enkhuizen, segle xvi - ?) va ser un navegant i explorador neerlandès que comandà els dos primers intents dels Països Baixos per descobrir el pas del nord-est entre Europa i les Índies Orientals. En aquestes expedicions hi van prendre part Willem Barentsz i Jan Huygen van Linschoten.

## Biografia
A finals del segle xvi, les Províncies Unides dels Països Baixos, embrancades en la guerra dels vuitanta anys contra Espanya, buscaven una ruta marítima entre el mar del Nord i l'Extrem Orient que vorejant la costa nord de Rússia els permetés arribar a les Índies Orientals sense utilitzar la ruta tradicional que vorejava Europa i Àfrica i estava controlada per Espanya. El 1594 es va preparar una flota formada per quatre vaixells sota el comandament de Cornelis Nay. Nay, a bord del De Zwaan estava acompanyat per Jan Huygen van Linschoten. El consell comunal d'Amsterdam va comprar i equipar dos petits vaixells, sent Willem Barentsz el capità del Mercury.
Van salpar el 5 juny de 1594 de l'illa frísia de Texel i després de vorejar la costa noruega, van emprendre rumb cap a l'est, amb la intenció d'arribar a Nova Terra i travessar el mar de Kara amb l'esperança de trobar el Pas del Nord-est a les costes de Sibèria.
En arribar a Nova Terra la flota es va dividir per intentar entrar al mar de Kara. Barentsz, al capdavant dels vaixells d'Amsterdam, va intentar vorejar l'illa pel nord, però es va trobar amb el gel i amb grans icebergs que van obligar-lo a fer mitja volta. Mentrestant els altres dos vaixells van aconseguir entrar al mar de Kara a través de l'estret de Vaigatx, entre la costa siberiana i l'illa Vaigatx, que van trobar lliure de gel. En tornar a casa, i malgrat no haver aconseguit l'objectiu final, l'expedició va ser considerada un èxit.
Els Estats Generals dels Països Baixos, esperançats amb el viatge de l'any anterior, van finançar una nova expedició de 7 naus el 1595, novament comandada per Cornelis Nay i en la qual hi tornava a participar Linschoten. Barentsz capitanejà la mateixa nau de l'any anterior, portant a bord a Jacob van Heemskerk. L'expedició anava acompanyada per sis vaixells mercants carregats amb mercaderies que els neerlandesos esperaven comerciar amb la Xina. Van partir el 2 juny de 1595, novament de Texel i l'esforç es va concentrar en travessar l'estret de Vaigatx. Aquell any les dures condicions meteorològiques de la zona van fer que el mar de Kara es mantingués totalment congelat, fent impossible la navegació. Barentsz volia passar l'hivern a la zona i esperar a la primavera, però Nay va decidir que la flota havia de tornar a casa i després de moltes dificultats i la mort de diversos tripulants, van arribar a casa el 18 de novembre. Aquesta expedició fou considerada un fracàs i la província de Zelanda i la ciutat d'Enkhuizen, que havien proporcionat vaixells per a ambdós viatges, perderen interès en ells. Van Linschoten va escriure la seva experiència en aquests viatges en l'obra Voyagie, ofte schip-vaert, van Ian Huyghen van Linschoten, van by Noorden om langes Noorvvegen de Noortcape, Laplant, Vinlant, Ruslandt, de VVite Zee, de custen van candenoes, Svvetenoes, Pitzora..., que fou publicada el 1601 per Gerard Ketel de Franeker.
Amb tot, el 1596 es va fer un tercer intent, aquesta vegada sense Nay, en què Barentsz i els seus homes van sobreviure a l'hivern a Nova Terra, tot i que el mateix Barentz va morir en el viatge de tornada a casa.
Nay i Barentz no van aconseguir trobar el pas cap a l'est a través de l'oceà Àrtic, però els viatges neerlandesos d'exploració de l'Àrtida van aplanar el camí per a la pesca a gran escala de balenes i foques, que van enriquir en gran manera als Països Baixos durant l'Edat d'Or neerlandesa.